# Commande pour l'abbaye de Marmoutier par Eustache Le Sueur
 (décembre 2022).
La mise en forme du texte ne suit pas les recommandations de Wikipédia : il faut le « wikifier ».
Les points d'amélioration suivants sont les cas les plus fréquents. Le détail des points à revoir est peut-être précisé sur la page de discussion.
- Les titres sont pré-formatés par le logiciel. Ils ne sont ni en capitales, ni en gras.
- Le texte ne doit pas être écrit en capitales (les noms de famille non plus), ni en gras, ni en italique, ni en « petit »…
- Le gras n'est utilisé que pour surligner le titre de l'article dans l'introduction, une seule fois.
- L'italique est rarement utilisé : mots en langue étrangère, titres d'œuvres, noms de bateaux, etc.
- Les citations ne sont pas en italique mais en corps de texte normal. Elles sont entourées par des guillemets français : « et ».
- Les listes à puces sont à éviter, des paragraphes rédigés étant largement préférés. Les tableaux sont à réserver à la présentation de données structurées (résultats, etc.).
- Les appels de note de bas de page (petits chiffres en exposant, introduits par l'outil «  Source ») sont à placer entre la fin de phrase et le point final[comme ça].
- Les liens internes (vers d'autres articles de Wikipédia) sont à choisir avec parcimonie. Créez des liens vers des articles approfondissant le sujet. Les termes génériques sans rapport avec le sujet sont à éviter, ainsi que les répétitions de liens vers un même terme.
- Les liens externes sont à placer uniquement dans une section « Liens externes », à la fin de l'article. Ces liens sont à choisir avec parcimonie suivant les règles définies. Si un lien sert de source à l'article, son insertion dans le texte est à faire par les notes de bas de page.
- La présentation des références doit suivre les conventions bibliographiques. Il est recommandé d'utiliser les modèles {{Ouvrage}}, {{Chapitre}}, {{Article}}, {{Lien web}} et/ou {{Bibliographie}}. Le mode d'édition visuel peut mettre en forme automatiquement les références.
- Insérer une infobox (cadre d'informations à droite) n'est pas obligatoire pour parachever la mise en page.

Pour une aide détaillée, merci de consulter Aide:Wikification.
Si vous pensez que ces points ont été résolus, vous pouvez retirer ce bandeau et améliorer la mise en forme d'un autre article.
La commande pour l'abbaye de Marmoutier par Eustache Le Sueur est constituée de quatre tableaux réalisés en 1654 pour l'abbaye bénédictine de Marmoutier près de Tours.
Il s'agit de quatre toiles peintes à l'huile :
- Saint Louis soignant les malades, dit aussi Saint Louis pansant les malades, conservée au Musée des Beaux-Arts de Tours ;
- Saint Sébastien secouru par Irène, dit aussi Saint Sébastien soigné par les saintes Femmes, conservée au Musée des Beaux-Arts de Tours ;
- La Messe de saint Martin, dit aussi Le Miracle du globe de feu, conservée au musée du Louvre ;
- L'Apparition de la Vierge, accompagnée de sainte Agnès, sainte Thècle, saint Pierre et saint Paul à saint Martin, dit à tort L'Apparition de sainte Scholastique à saint Benoît, conservée au musée du Louvre.

Leur attribution à Eustache Le Sueur ou à son atelier est incertaine, de même que leur qualité d'originaux ou de copies, ce qui motiva leur refus par les collections royales à la fin du XVIIIe siècle.
| Tableau | Artiste           | Titre | Date | Technique       | Dimensions   | Lieu de conservation          |
| ------- | ----------------- | --- | ---- | --------------- | ------------ | ----------------------------- |
|         | Eustache Le Sueur | Saint Louis soignant les malades dit aussi Saint Louis pansant les malades                                                                                                 | 1654 | huile sur toile | 192 × 126 cm | Musée des Beaux-Arts de Tours |
|         | Eustache Le Sueur | Saint Sébastien secouru par Irène dit aussi Saint Sébastien soigné par les Saintes Femmes                                                                                  | 1654 | huile sur toile | 192 × 126 cm | Musée des Beaux-Arts de Tours |
|         | Eustache Le Sueur | Messe de saint Martin dit aussi Le Miracle du globe de feu | 1654 | huile sur toile | 114 × 83 cm  | Musée du Louvre               |
|         | Eustache Le Sueur | Apparition de la Vierge, accompagnée de sainte Agnès, sainte Thècle, saint Pierre et saint Paul à saint Martin dit à tort Apparition de sainte Scholastique à saint Benoît | 1654 | huile sur toile | 143 × 131 cm | Musée du Louvre               |

## Iconographie des tableaux

### Saint Louis soignant les malades
| Etudes | Artiste           | Titre                   | Date | Lieu de conservation                               |
| ------ | ----------------- | ----------------------- | ---- | -------------------------------------------------- |
|        | Eustache Le Sueur | Étude de quatre malades | 1654 | Musée du Louvre                                    |
|        | Eustache Le Sueur | Étude du malade         | 1654 | École nationale supérieure des Beaux-Arts de Paris |
|        | Eustache Le Sueur | Étude de saint Louis    | 1654 | Collection particulière                            |

Selon Alain Mérot, la principale source du tableau est l'Introduction à la vie dévote de saint François de Sales, ouvrage alors très répandu. L'aide aux pauvres et aux malades y est recommandée, avec saint Louis comme figure exemplaire.
Les soins à donner aux pauvres et aux malades font partie des sept œuvres de miséricorde temporelles. Cette thématique émerge au XVIIe siècle, alors que la Contre-Réforme veut mettre en avant un comportement chrétien plus ancré dans le réel et le temporel. 
Peu de détails rappellent le Moyen-Âge, si ce n'est le costume de sacre du roi et les attributs royaux, les regalia (couronne et sceptre). Cependant, le visage de saint Louis n'est pas idéalisé comme ceux des autres personnages car Le Sueur a pris le parti d'inscrire sa peinture dans la tradition médiévale des portraits du roi. Dans l'ensemble, la scène se place hors du temps : les personnages sont drapés à l'antique, dans le goût de Raphaël, avec un sobre décor d'architecture classique. 
La peinture met en avant saint Louis, un roi mais aussi un saint guérisseur, pieux, charitable et sage, souvent considéré comme le modèle à suivre pour la monarchie française. Il est en train de laver les pieds d'un malade, référence directe au Christ lavant les pieds des apôtres lors du Jeudi saint. Les rois de France réactivèrent cette tradition, de Robert II le Pieux à Charles X. Ainsi, le peintre glorifie à la fois un acte charitable et une coutume monarchique toujours vive au XVIIe siècle, celle du mandé royal.
Le malade auquel saint Louis lave les pieds peut être associé au Christ : sa manière de se tenir, sa sérénité et son physique, plus particulièrement sa barbe, lui donnent une allure christique. Quant aux personnages de l'arrière-plan, leur teint terne, qui contraste avec les carnations des autres personnages, les assimile aux malades. 
Souvent repeinte, l'œuvre est en mauvais état. Selon Alain Mérot, la draperie de brocart en haut du tableau n'est ni de Le Sueur ni de son atelier, mais serait un ajout postérieur réalisé par un peintre engagé par l'abbaye de Marmoutier pour actualiser la composition. En outre, la toile a un ton acide du fait du jaunissement de la peinture.

## Historique de la commande de Marmoutier

### La commande de l'abbaye de Marmoutier passée auprès d'Eustache Le Sueur
La commande fut passée le 18 février 1654 par dom Cyrille Congnault, procureur de l'abbaye bénédictine de Marmoutier, au peintre Eustache Le Sueur. La connaissance de la commande est due à deux études postérieures. La première est celle de dom Edmond Martène, en 1775, qui base son travail sur Les Actes capitulaires de l'année 1654 pour l’abbaye de Marmoutier. La seconde est celle de Charles de Grandmaison, en 1870, qui se fonde sur les fragments d'une histoire manuscrite du monastère nommée le Livre des choses mémorables du Grand Monastère depuis les évènements de la Contre-Réforme (Rerum memorabilium in Maiori Monasterio a reformatione gestarum liber) et relatant l'histoire de l'abbaye entre 1637 et 1734. Quatre tableaux sont ainsi commandés mais seulement deux disposent d’un titre dès leur création : Saint Sébastien secouru par Irène et Saint Louis soignant les malades. 

La commande est financée à hauteur de 600 livres et les peintures doivent être livrées dans l'année,. Cette commande est l'avant-dernière commande d’importance dans la carrière de Le Sueur. Le 14 août 1654, il obtient un marché pour deux tableaux pour la chambre du roi puis il décède le 30 avril 1655. Cette chronologie assez courte soulève des incertitudes en ce qui concerne son degré de participation ainsi que le degré de participation de son atelier dans la réalisation des tableaux. Des doutes surviennent également au XVIIIe siècle concernant d'autres commandes passées à Le Sueur par l'abbaye de Marmoutier.

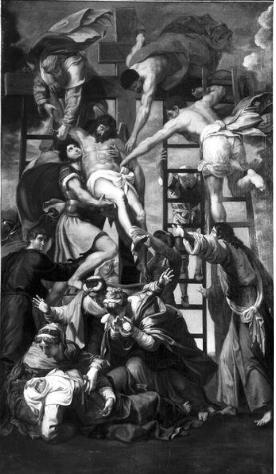
copie de la Déposition de Croix, d'après Daniel da Volterra, XVIIe siècle, Musée des Beaux-Arts de Tours

### Les doutes sur l'attribution d'œuvres à Le Sueur
Il était admis au XVIIIe siècle que Le Sueur avait réalisé plusieurs autres toiles pour Marmoutier. Antoine-Joseph Dezallier d'Argenville évoque une Annonciation, une Descente de Croix et deux portraits de saint Benoît et sainte Scholastique. Un écrivain et ancien moine du nom de dom Antoine-Joseph Pernety affirme avoir vu personnellement les tableaux de l'abbaye et corrige la liste de Dezallier d’Argenville : il précise que L'Annonciation n'est pas dans l'abbaye et que la Descente de Croix est une copie anonyme d'après Daniel da Volterra, aujourd'hui au Musée des Beaux-Arts de Tours. Les deux portraits de saint Benoît et sainte Scholastique semblent avoir été faits par l’atelier de Le Sueur mais ont disparu sans avoir été gravés. 

### Les copies
Dom Jean-Joseph Abrassart, secrétaire et professeur de l'abbaye de Marmoutier, précise dans sa chronique que chaque œuvre disposait d’une copie,. Trois copies sont connues et localisées, la seule à avoir été perdue est celle de Saint Sébastien secouru par Irène.
| Tableau | Artiste                                                           | Titre | Date | Technique       | Dimensions   | Lieu de conservation                 |
| ------- | ----------------------------------------------------------------- | --- | ---- | --------------- | ------------ | ------------------------------------ |
|         | Eustache Le Sueur ou son atelier voire une collaboration des deux | copie de Saint Louis soignant les malades                                                                                 | 1654 | huile sur toile | 192 × 126 cm | église saint Pierre de Parçay-Meslay |
|         | Eustache Le Sueur ou son atelier voire une collaboration des deux | copie de la Messe de saint Martin                                                                                         | 1654 | huile sur toile | 120 × 76 cm  | Musée des Beaux-Arts de Tours        |
|         | Eustache Le Sueur ou son atelier voire une collaboration des deux | copie de l'Apparition de la Vierge, accompagnée de sainte Agnès, sainte Thècle, saint Pierre et saint Paul à saint Martin | 1654 | huile sur toile | 143 × 106 cm | Musée des Beaux-Arts de Tours        |

Cette mention de copies a troublé les historiens de l'art. Il est admis que les œuvres moins belles sont des copies réalisées par l'atelier : c'est la position actuelle d'Alain Mérot et celle de la majorité des historiens de l'art. Alain Mérot évoque également deux hypothèses formulées par une poignée d'historiens de l'art. Selon le premier groupe, les œuvres installées sur les autels et les murs de l'église sont originales. Parce que ce sont les œuvres originales, c'est pour cela qu'elles furent abusivement repeintes par des peintres engagés par l'abbaye de Marmoutier,. Selon le deuxième groupe, toutes les œuvres sont originales et furent réalisées par Le Sueur (dessin sous-jacent de la toile) et par son atelier (peinture). 
L'emplacement originel des toiles est mieux connu,. Ainsi, une toile de Saint Louis soignant les malades était installée sur un autel dans une chapelle éponyme ; une toile de Saint Sébastien secouru par Irène était installée sur un autel dans une chapelle éponyme ; une toile de la Messe de saint Martin était installée sur un petit autel sur un mur de la grotte de saint Martin ; une toile de l'Apparition de la Vierge, accompagnée de sainte Agnès, sainte Thècle, saint Pierre et saint Paul à saint Martin était installée au-dessus de l'entrée de la grotte de saint Martin. Les doublons étaient dans une sacristie de l'abbaye de Marmoutier.
Plusieurs copies du XIXe siècle sont également répertoriées : 
| Tableau | Artiste                   | Titre | Date        | Technique       | Lieu de conservation                    |
| ------- | ------------------------- | --- | ----------- | --------------- | --------------------------------------- |
|         | d'après Eustache Le Sueur | copie de Saint Louis soignant les malades                                                                                 | XIXe siècle | huile sur toile | église saint Maurice de L'Île-Bouchard  |
|         | Louis Dulongpré           | copie de la Messe de saint Martin                                                                                         | 1819        | huile sur toile | Musée national des Beaux-Arts du Québec |
|         | d'après Eustache Le Sueur | copie de l'Apparition de la Vierge, accompagnée de sainte Agnès, sainte Thècle, saint Pierre et saint Paul à saint Martin | XIXe siècle | huile sur toile | église saint Joseph d'Angers            |

### Le rachat de la commande pour les collections royales
Au XVIIIe siècle, les quatre tableaux de Le Sueur suscitent l'intérêt de la couronne. La chronique des années 1785-1789 de dom Jean-Joseph Abrassart donne de très nombreuses précisions sur les négociations engagées à l'initiative de dom André Malaret, ancien prieur à l'abbaye de saint Denis au service du comte d'Angiviller, surintendant des bâtiments du roi,. Ces négociations eurent lieu de juin à octobre 1785 entre le chapitre de Marmoutier et le comte d'Angiviller qui les a consignées dans ses mémoires, publiés à titre posthume. Elles avaient pour but l'acquisition des quatre œuvres de Le Sueur pour les collections de Louis XVI en échange de quatre œuvres religieuses de peintres modernes. Nicolas-René Jollain, garde des collections royales en 1784 en binôme avec Hubert Robert, fut envoyé à Marmoutier par le comte d'Angiviller pour expertiser les tableaux et donner son approbation pour la restauration de toiles réentoilées maladroitement. Jollain choisit donc une œuvre pour chaque thème et emporta quatre tableaux. À Paris, les oeuvres furent examinées par Jean-Baptiste-Marie Pierre, Premier peintre du Roi, qui émit un avis défavorable, estimant qu'il s'agissait d'œuvres de l’atelier de Le Sueur : « Malheureusement leur examen a éteint leur réputation et il a été reconnu que le seul usage qu'on puisse en faire est de les remettre en place. »
Le comte d'Angiviller décide de ne garder qu'un seul tableau, la Messe de saint Martin. Néanmoins, il ne s’agit pas d’une acquisition pour le roi mais pour sa propre collection. Les autres tableaux sont renvoyés, après restauration par Joseph-Ferdinand-François Godefroy de Veaux. 
Pendant la Révolution, entre 1793 et 1794, les biens de l'abbaye sont saisis, dont les toiles restantes. Seule l'Apparition de la Vierge est jugée digne d’entrer au Museum. Les deux autres œuvres et les copies vont directement dans un fonds au palais des archevêques de Tours devenu un dépôt pour les œuvres d’art confisquées. Ce fonds constitue le fonds le plus ancien du Musée des Beaux-Arts de Tours. 

## Le style de la commande dans l'œuvre d'Eustache Le Sueur

### Les raisons du refus d'achat pour les collections royales
Si ces toiles furent refusées par les collections royales, cela vient des différences de qualité, d'exécution et de conservation. Pour Alain Mérot, très peu d'œuvres de Le Sueur ont subi autant de dégâts et de restaurations abusives. De plus le nombre total des œuvres attribuées à Le Sueur n'apparaît pas nettement et la distinction entre les originaux et les copies ne ressort jamais,,. En outre, certaines parties des toiles n’ont pas la touche picturale typique de Le Sueur et révèlent une certaine faiblesse. Selon André Félibien, la touche colorée de Le Sueur est proche de celle de Nicolas Poussin et atteint son paroxysme dans le cycle de Saint Bruno conservé au Musée du Louvre.
Il y a une véritable différence entre les toiles du Louvre, avec un style suave et un coloris permettant de reconnaître Le Sueur, et les toiles de Tours, qui sont usées et grossièrement repeintes par endroits avec des formes plus amples et un coloris plus tranché, des œuvres destinées à être vues de loin pour les autels.

### La commande dans l’art d'Eustache Le Sueur
Selon Alain Mérot, cette commande est considérée comme étant la dernière étape des recherches picturales de Le Sueur entamant sa période sévère. Tout est sacrifié pour la beauté des contours, les rapports des lignes entre elles, le jeu des surfaces plutôt qu'à celui des plans. Alain Mérot va même jusqu'à parler d’une simplification de son art intervenant à la suite d'une série d'expériences sur la construction de l'espace en profondeur. Les travaux préparatoires des œuvres de Le Sueur sur cette commande ne montrent pas de changement dans sa conception. Il dessine en premier le drapé, puis il réétudie les mains, car Le Sueur préfère des mains construites raides mais solidement dessinées,,. Le Sueur refuse cependant l’usage de couleurs trop vives dans son œuvre. Néanmoins, la commande de Marmoutier fait exception à la règle comme L'adoration des bergers conservée au Musée des Beaux-Arts de la Rochelle ou bien encore L'Annonciation conservée au Musée du Louvre.
| Tableau                                                  | Artiste           | Titre                   | Date      | Technique       | Dimensions   | Lieu de conservation                |
| -------------------------------------------------------- | ----------------- | ----------------------- | --------- | --------------- | ------------ | ----------------------------------- |
| L'Annonciation, Eustache Le Sueur, 1652, musée du Louvre | Eustache Le Sueur | L'Annonciation          | 1652      | huile sur toile | 297 × 227 cm | Musée du Louvre                     |
|                                                          | Eustache Le Sueur | L'adoration des bergers | 1653-1655 | huile sur toile | 365 × 255 cm | Musée des Beaux-Arts de la Rochelle |

Les dessins des œuvres de Le Sueur pour l'élaboration de cette commande sont assez différents du rendu final des tableaux, avec de légers changements  de postures et d'attitudes. Cependant, ces changements peuvent être dus aux restaurations  postérieures.